# Polygonum bornmuelleri
Polygonum bornmuelleri là một loài thực vật có hoa trong họ Rau răm. Loài này được Litv. miêu tả khoa học đầu tiên.